# Remigius von Reims

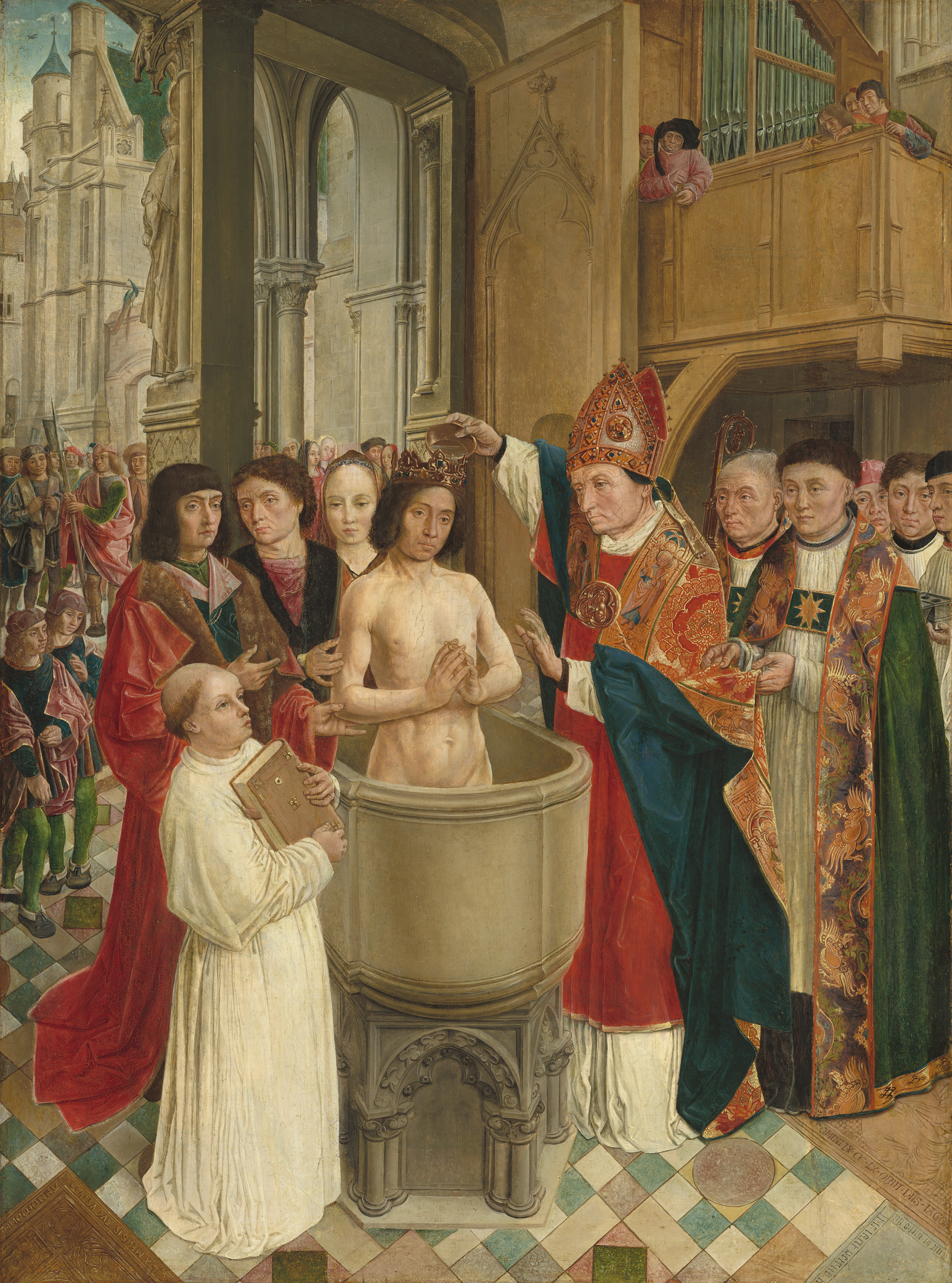
Taufe Chlodwigs, Phantasiedarstellung aus dem 15. Jahrhundert

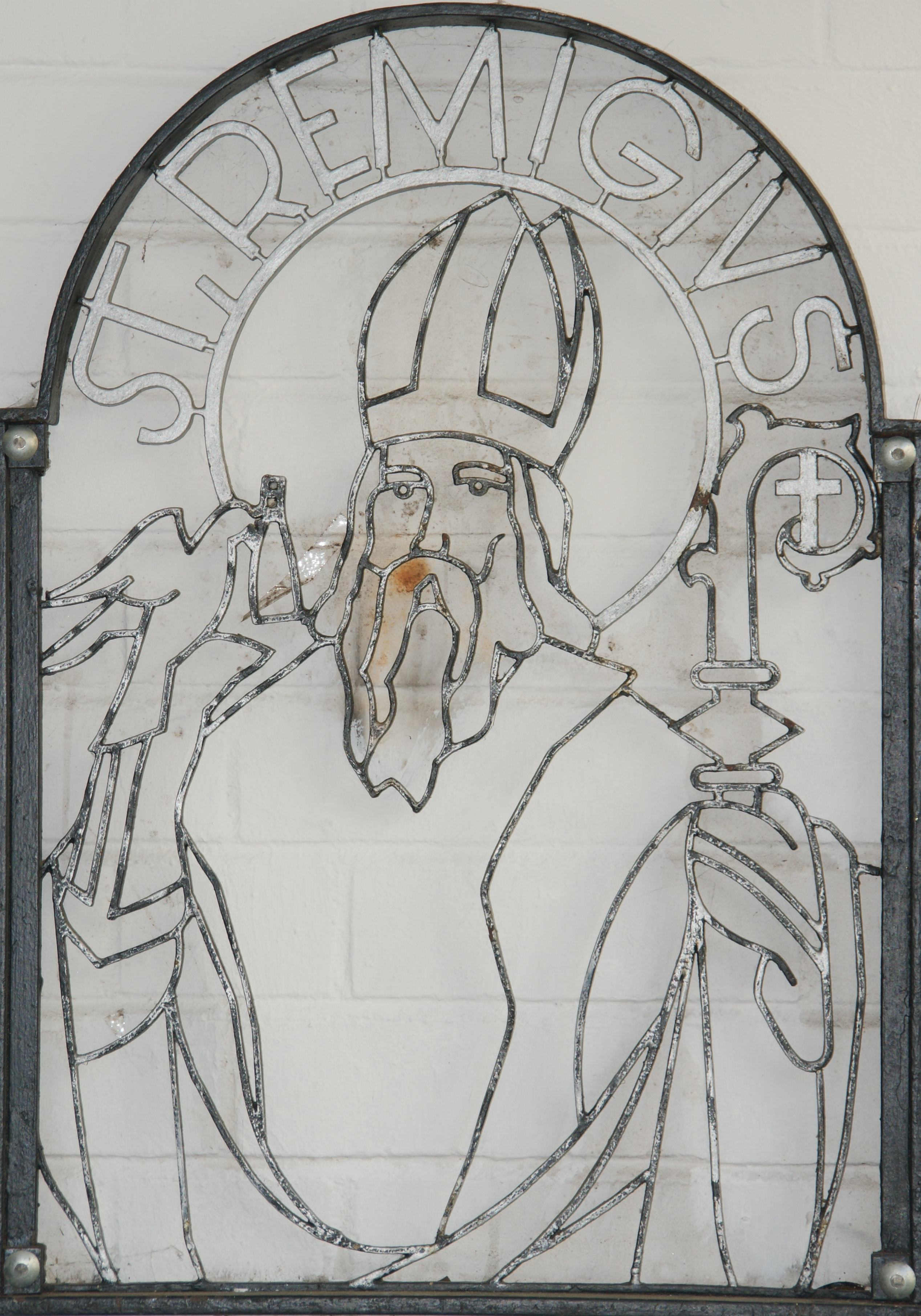
Remigiusdarstellung in Königswinter

Remigius von Reims (* vermutlich 436 in Laon; † 13. oder 15. Januar 533 in Reims) war ein aus gallo-römischem Adel stammender Bischof im Osten des heutigen Frankreichs. Er wurde bekannt durch die Taufe des Merowingerkönigs Chlodwig I. und wird als einer der großen Heiligen des fränkischen Volkes verehrt.

## Leben und Wirken
Remigius stammte aus einer wohlhabenden Familie. Bereits im Alter von 22 Jahren wurde er zum Bischof berufen. Nach der Eroberung seiner Heimatregion durch aus Osten eingedrungene Franken bemühte er sich erfolgreich um die soziale und religiöse Integration der neuen Machthaber in die spätrömische Tradition. Insbesondere machte er es sich zur Aufgabe, die Franken für die römische Kirche zu christianisieren und zur Abkehr vom Arianismus zu bewegen, dem sie teilweise anhingen. Er wird deshalb auch als „Apostel der Franken“ bezeichnet. Zudem gilt er als Gründer mehrerer Bistümer in Frankreich.
Zusammen mit Königin Chlothilde, der Frau Chlodwigs, wird Remigius als Wegbereiter des Christentums in Europa gesehen. An einem Weihnachtsfest kurz vor dem Jahr 500 – es gibt Quellen, die 497, 498 oder 499 nennen – soll er Chlodwig und 3000 weitere Franken getauft haben. Während der Bischof diese Handlung vornahm, sprach er zum König:

„Beuge nun, stolzer Sicamber, dein Haupt und unterwirf es dem sanften Joche Christi! Bete an, was du bisher verbrannt hast, und verbrenne, was du bisher angebetet hast!“

Die Legende berichtet: Schon vor seiner Taufe habe der König, der ein überzeugter Bewahrer des alten germanischen Glaubens war, durch seine christliche Frau sowie durch Gespräche mit dem Bischof die christliche Lehre recht gut gekannt, sie aber als eine Religion der Schwäche verachtet. Als er jedoch 496 in der Schlacht von Zülpich in Gefahr gewesen sei, gegen die Alamannen zu unterliegen, habe er gelobt, sich zum Glauben seiner Gattin zu bekennen, sollte er die Schlacht gewinnen. Er siegte und soll später bei Bischof Remigius um die Taufe gebeten haben.
Mittlerweile vertreten Historiker eher die Meinung, dass Chlodwig sich erst vor der Schlacht gegen die arianischen Westgoten im Jahr 507 taufen ließ. Entsprechende Hinweise auf eine solche Taufe aus politischen Gründen finden sich in der Vita des Bischofs Solemnis von Chartres.

## Verehrung und Namenstag
Remigius starb der Überlieferung nach mit 96 Jahren und wurde später von der katholischen Kirche heiliggesprochen. In der Folgezeit, insbesondere zwischen dem 6. und 11. Jahrhundert, wurde  eine Vielzahl von Kirchen seinem Patrozinium unterstellt, die meist bis heute den Namen St. Remigius tragen. Auch Klöster des Ordens der Benediktiner wurden ihm gewidmet, vor allem die Abtei Saint-Remi in Reims und ihre deutsche Filiale, die Propstei St. Remigius auf dem Remigiusberg in Rheinland-Pfalz.
Der Gedenktag (Namenstag) des hl. Remigius fällt in den christlichen Kirchen nicht auf ein einheitliches Datum. Zu nennen sind beispielsweise der 1. Oktober, der Tag der Übertragung seiner Reliquien (anglikanisch, orthodox, im Bistum Trier auch römisch-katholisch), und der 13. Januar, der als sein Todestag angenommen wird (römisch-katholisch, Orthodoxie in Deutschland); der evangelische Gedenktag ist vorverlegt auf den 12. Januar.
In alten Urkunden wird als Stichtag für jährlich zu erbringende Abgaben und Leistungen, wie Pacht oder Renten, oft der auf den 1. Oktober fallende St.-Remigius-Tag genannt. Auf diesen Tag dürfte sich auch diese Bauernregel beziehen:

„Regen an Sankt Remigius bringt den ganzen Monat Verdruss.“